# Rio-del-Rey-Ästuar
Das Rio-del-Rey-Ästuar (englisch Rio del Rey Estuary) ist ein Ästuar in der Region Sud-Ouest im südwestlichen Kamerun.
Das Ästuar liegt in der Region der Bucht von Biafra, die seit 1970 den Namen Bucht von Bonny trägt. Die Bezeichnung war bereits in zeitgenössischer Literatur zu den Deutschen Schutzgebieten in Afrika gebräuchlich.

## Geographie
Beim Rio-del-Rey-Ästuar handelt sich um die Mündung des Rio del Rey, die zusammen mit mehreren weiteren Zuflüssen zu einem Mündungsgebiet in Form einer „mehrlappigen Bucht“ übergeht. Diese befindet sich im östlichen Bereich des Niger-Fluss-Systems.
Der Rio del Rey selbst bildet den westlichsten Zustrom in das Ästuar. Er wird nicht als Fluss, sondern als Mündung beschrieben, in die die beiden Flüsse N'dian und Massaka fließen. Insofern kann er für sich genommen bereits als eigenes Ästuar und natürlichen Hafen gelten, der als breiter Mündungsstrom durch die Zuflüsse gebildet wird. Weiter südlich erweitert sich dieser Mündungsstrom dann zum eigentlichen Rio del Rey-Ästuar, das in südlicher Richtung ins Meer mündet.
Die Mündung liegt nahe der Grenze zu Nigeria und hat Verbindungen zum Cross-River-Mündungsgebiet, von dem sie durch die Halbinsel Bakassi getrennt ist. Das Mündungsgebiet des Rio del Rey ist seit 2010 als sog. Ramsar-Gebiet ausgewiesen. Die Vulkanlinie von Kamerun (englisch: Cameroon Volcanic Line) trennt den Rio del Rey vom sog. Douala-Becken.

## Geschichte
Der französische Entdecker Jean Barbot soll das Ästuar Ende des 17. Jahrhunderts besucht haben. Während der deutschen Kolonialzeit gehörte das Ästuar zum Bezirk Victoria der deutschen Kolonie Kamerun. An dessen nördlichem Ende, an der Mündung des Isangele, existierte zur Kolonialzeit eine gleichnamige Siedlung (4° 43′ N, 8° 39′ O). Der Ort war zu der Zeit Sitz einer Regierungsstation, Polizeistation, Zollamts- und Postagentur sowie einer Reihe von Faktoreien, vor allem der Deutsch-Westafrikanischen Handelsgesellschaft.
Zu dieser Zeit bewohnte der indigene Stamm der Issangili die Küstenlandschaft, die weitläufig von Mangroven geprägt war.